# Maktab al-Khidamat
El Maktab al-Khidamat (àrab: مكتب الخدمات, Maktab al-Ḫidmāt, ‘Agència de Serveis’), MAK, també Maktab Khadamāt al-Mujāhidīn al-'Arab (àrab: مكتب خدمات المجاهدين العرب, Maktab Ḫidmāt al-Mujāhidīn al-ʿArab), també conegut com l'oficina afganesa de serveis, va ser fundada el 1984 per Abdullah Azzam, Wa'el Hamza Julaidan, Osama bin Laden i Ayman al-Zawahiri per recaptar fons i reclutar estrangers mujahidins per la guerra contra els soviètics a Afganistan. MAK va esdevenir el precursor d'Al-Qaida i va ser instrumental en la creació de la xarxa de recaptació de fons i reclutament que va beneficiar al-Qaida durant la dècada de 1990.
Durant la Guerra afganosoviètica, el MAK va jugar un petit paper, formant un petit grup de 100 mujahidins per a la guerra i recaptant aproximadament un milió de dòlars en donacions de musulmans a través d’una xarxa d’oficines als països àrabs i occidentals,i va mantenir un estret enllaç amb l'agència pakistanesa d'Intel·ligència de Serveis a través de la qual l'agència d'intel·ligència de l'Aràbia Saudita, Al Mukhabarat Al A'amah, va canalitzar diners als Mujaheddin. El MAK va pagar el bitllet d'avió perquè els nous reclutes fossin enviats a la regió afganesa per entrenar-se i col·laborava estretament amb la facció Hezb-e Islami Gulbuddin de la Unió Islàmica dels Mujahidins Afganesos.
Quan va acabar la Guerra afganosoviètica, Azzam volia utilitzar els fons i la xarxa que va crear per ajudar a instal·lar un govern islàmic pur a l'Afganistan de la postguerra i es va oposar a la fitna entre els musulmans, inclosos els atacs contra governs de països musulmans, mentre Al-Zawahiri volia utilitzar els actius de MAK per finançar una jihad mundial i derrocar els governs dels països musulmans considerats no islàmics. El 24 de novembre de 1989, Azzam va morir per la detonació de 3 mines de camí cap a la mesquita local, i bin Laden va assumir el control de MAK i l'organització va quedar absorbida per al-Qaeda.